# Achatinella buddii
Achatinella buddii foi uma espécie de gastrópode da família Achatinellidae. Foi endémica do Arquipélago do Havaí.